# Fonologie hebrejštiny
Fonologie hebrejštiny popisuje výslovnost a funkce jednotlivých hlásek používaných v hebrejštině.

## Historický vývoj
Výslovnost hebrejštiny se dělí do následujících skupin:
- Protoizraelská
  - Samaritánská
  - Judsko-izraelská
    - Aškenázská
      - Západní
      - Východní
        - Severovýchodní
        - Jihovýchodní
        - Střední

    - Sefardská
      - Evropská
        - Komunity používající ladino
        - Komunity používající italštinu
        - Komunity používající nizozemštinu a portugalštinu

      - Asijská a africká
        - Komunity používající arabštinu
        - Komunity používající aramejštinu
        - Komunity používající perštinu
        - Komunity používající gruzínštinu

    - Jemenská
      - Střední
      - Severní
      - Jihozápadní
      - Adenská
      - Východní

V 19. století byla oživena hebrejština na základě sefardské výslovnosti, zejména té, která byla používána v sefardské komunitě v Jeruzalémě. Důvodem pro výběr této výslovnosti byla jednak prestiž, které jeruzalémská sefardská komunita tehdy požívala, ale také to, že tato výslovnost se dosti blížila tiberiadské vokalizaci Tanachu. Ti, kteří však novou moderní hebrejštinu vytvořili a prosadili, byli aškenázští židé z východní Evropy a výslovnost, kterou znali, byla velmi odlišná. Navzdory úsilí převést do moderní hebrejštiny sefardskou výslovnost je v některých částech zřetelný vliv aškenázské výslovnosti.

## Výslovnost konsonantů
Výslovnost konsonantů (souhlásek) v moderní hebrejštině závisí na vlivech, které přijala. Kromě starověké a tiberiadské hebrejštiny se jedná zejména o tyto:
- Vlivem aškenázské výslovnosti hebrejštiny a výslovnosti jidiš, zmizely mezi částí Izraelců konsonanty ֨֨֨֨chet (ח) a ajin (ע), které existovaly ve starověké a tiberiadské hebrejštině. Ajin je těmito Izraelci tedy vyslovováno jako alef (א) a chet jako spirantizované chaf (כ). Ve velké míře dále zmizelo reš (ר), jaké bylo užíváno ve starověké a tiberiadské hebrejštině, a mnozí mluvčí užívají čípkové r (pocházející z francouzštiny a částečně přešlé do němčiny). V souvislosti s aškenázskou výslovností a výslovností většiny sefardských mluvčích emfatické konsonanty tet (ט), cade (צ) a kof (ק) zcela z moderní hebrejštiny zmizely, takže tet se vyslovuje jako tav (ת), kof jako kaf (כּ) a cade jako české c. Rovněž vav prodělalo změny, již se nevyslovuje jako anglické w ve slově „white“, ale jako spirantizované vet (ב), případně jako souhláska u či o.
- Vlivem španělštiny dochází k rozlišení mezi plozivní a spirantní (frikativní) výslovností konsonantů bet (ב), kaf (כ) a pe (פ), což je v souladu s tiberiadskou hebrejštinou, která plozivnost vyznačovala pomocí dageš lene. Naproti tomu se toto nerozlišuje u gimel (ג), dalet (ד) a tav (ת), což by odpovídalo antické hebrejštině, ve které podle mnoha hypotéz neexistoval rozdíl mezi plozivní a spirantní výslovností jako v tiberiadské výslovnosti. Tyto tři souhlásky se tedy vyslovují pouze plozivně. V aškenázské výslovnosti sice existoval rozdíl mezi plozivním a spirantním tav, do moderní hebrejštiny však tato praxe nepřešla.
- V moderní hebrejštině existuje rozdíl mezi šin a sin, což pochází z tiberiadské hebrejštiny. Sin se vyslovuje přesně jako samech, což vyplývá z rozboru Mišny, kde jsou tato dvě písmena často zaměňována.[1]
- Vlivem evropských jazyků a v menší míře také vlivem arabských dialektů se do moderní hebrejštiny dostaly konsonanty, které v antické a tiberiadské hebrejštině neexistovaly: ď ('ד), anglické th ve slově thing ('ת), ž ('ז), dž ('ג) a č ('צ). Tyto konsonanty se však vyskytují jen v převzatých slovech.

| Výslovnost hebrejských konsonantů po najetí kurzorem na znak IPA se objeví jeho definice, po kliknutí na ikonku reproduktoru jeho zvuková ukázka |                   |                     |                                                                                     |                     |                     |                         |                         |                     |                     |
| hebrejská abeceda | hebrejská abeceda | moderní hebrejština | moderní hebrejština                                                                 | moderní hebrejština | moderní hebrejština | tiberiadská hebrejština | tiberiadská hebrejština | antická hebrejština | antická hebrejština |
| jméno písmene | znak písmene      | přepis do ČJ        | přepis do ČJ                                                                        | IPA                 | IPA                 | IPA                     | IPA                     | IPA                 | IPA                 |
| alef | א                 | ’                   | na začátku a konci slova se nepřepisuje                                             | ʔ                   | Zvuková ukázka      | ʔ                       | Zvuková ukázka          | ʔ                   | Zvuková ukázka      |
| bet | ב                 | b                   | na začátku slova a po uzavřené slabice                                              | b                   | Zvuková ukázka      | b                       | Zvuková ukázka          | b                   | Zvuková ukázka      |
| bet | ב                 | v                   | po otevřené slabice                                                                 | v                   | Zvuková ukázka      | v                       | Zvuková ukázka          | b                   | Zvuková ukázka      |
| gimel | ג                 | g                   |                                                                                     | g                   | Zvuková ukázka      | g                       | Zvuková ukázka          | g                   | Zvuková ukázka      |
| gimel | ג                 | g                   | ɣ                                                                                   | g                   | Zvuková ukázka      | Zvuková ukázka          |                         | g                   | Zvuková ukázka      |
| džimel | 'ג                | dž                  |                                                                                     | ʤ                   | Zvuková ukázka      | neexistovalo            | neexistovalo            | neexistovalo        | neexistovalo        |
| dalet | ד                 | d                   |                                                                                     | d                   | Zvuková ukázka      | d                       | Zvuková ukázka          | d                   | Zvuková ukázka      |
| dalet | ד                 | d                   | ð                                                                                   | d                   | Zvuková ukázka      | Zvuková ukázka          |                         | d                   | Zvuková ukázka      |
| ďalet | 'ד                | ď                   |                                                                                     | ɟ                   | Zvuková ukázka      | neexistovalo            | neexistovalo            | neexistovalo        | neexistovalo        |
| he | ה                 | h                   | na konci slova se nepřepisuje, pokud není znělé (menšina případů)                   | h                   | Zvuková ukázka      | h                       | Zvuková ukázka          | h                   | Zvuková ukázka      |
| vav | ו                 | v                   |                                                                                     | v                   | Zvuková ukázka      | w                       | Zvuková ukázka          | w                   | Zvuková ukázka      |
| zajin | ז                 | z                   |                                                                                     | z                   | Zvuková ukázka      | z                       | Zvuková ukázka          | z                   | Zvuková ukázka      |
| zajin | ז                 | z                   | ʣ                                                                                   | z                   | Zvuková ukázka      | z                       | Zvuková ukázka          | Zvuková ukázka      |                     |
| žajin | 'ז                | ž                   |                                                                                     | ʒ                   | Zvuková ukázka      | neexistovalo            | neexistovalo            | neexistovalo        | neexistovalo        |
| chet | ח                 | ch                  |                                                                                     | x                   | Zvuková ukázka      | ħ                       | Zvuková ukázka          | ħ                   | Zvuková ukázka      |
| chet | ח                 | ch                  | x                                                                                   | x                   | Zvuková ukázka      | ħ                       | Zvuková ukázka          | Zvuková ukázka      |                     |
| tet | ט                 | t                   |                                                                                     | t                   | Zvuková ukázka      | t̴                       | audio chybí             | tʼ                  | Zvuková ukázka      |
| jod | י                 | j                   | pokud nenásleduje po i                                                              | j                   | Zvuková ukázka      | j                       | Zvuková ukázka          | j                   | Zvuková ukázka      |
| kaf | כ koncové ך       | k                   | na začátku slova a po uzavřené slabice                                              | k                   | Zvuková ukázka      | k                       | Zvuková ukázka          | k                   | Zvuková ukázka      |
| kaf | כ koncové ך       | ch                  | po otevřené slabice                                                                 | x                   | Zvuková ukázka      | x                       | Zvuková ukázka          | k                   | Zvuková ukázka      |
| lamed | ל                 | l                   |                                                                                     | l                   | Zvuková ukázka      | l                       | Zvuková ukázka          | l                   | Zvuková ukázka      |
| mem | מ koncové ם       | m                   |                                                                                     | m                   | Zvuková ukázka      | m                       | Zvuková ukázka          | m                   | Zvuková ukázka      |
| nun | נ koncové ן       | n                   |                                                                                     | n                   | Zvuková ukázka      | n                       | Zvuková ukázka          | n                   | Zvuková ukázka      |
| samech | ס                 | s                   |                                                                                     | s                   | Zvuková ukázka      | s                       | Zvuková ukázka          | s                   | Zvuková ukázka      |
| ajin | ע                 | ‘                   | na začátku a konci slova se nepřepisuje (pokud na konci slova není patach furtivum) | ʔ                   | Zvuková ukázka      | ʕ                       | Zvuková ukázka          | ʕ                   | Zvuková ukázka      |
| ajin | ע                 | ‘                   | na začátku a konci slova se nepřepisuje (pokud na konci slova není patach furtivum) | ʔ                   | Zvuková ukázka      | ʕ                       | Zvuková ukázka          | ɣ                   | Zvuková ukázka      |
| pe | פ koncové ף       | p                   | na začátku slova a po uzavřené slabice                                              | p                   | Zvuková ukázka      | p                       | Zvuková ukázka          | p                   | Zvuková ukázka      |
| pe | פ koncové ף       | f                   | po otevřené slabice                                                                 | f                   | Zvuková ukázka      | f                       | Zvuková ukázka          | p                   | Zvuková ukázka      |
| cade | צ koncové ץ       | c                   |                                                                                     | ʦ                   | Zvuková ukázka      | sʕ                      |                         | ʧʼ                  |                     |
| cade | צ koncové ץ       | c                   | ʦʼ                                                                                  | ʦ                   | Zvuková ukázka      | sʕ                      |                         |                     |                     |
| cade | צ koncové ץ       | c                   | tɬʼ                                                                                 | ʦ                   | Zvuková ukázka      | sʕ                      |                         |                     |                     |
| čade | 'צ koncové 'ץ     | č                   |                                                                                     | ʧ                   | Zvuková ukázka      | neexistovalo            | neexistovalo            | neexistovalo        | neexistovalo        |
| kuf | ק                 | k                   |                                                                                     | k                   | Zvuková ukázka      | q                       | Zvuková ukázka          | kʼ                  | Zvuková ukázka      |
| reš | ר                 | r                   |                                                                                     | ʁ                   | Zvuková ukázka      | r                       | Zvuková ukázka          | r                   | Zvuková ukázka      |
| šin | שׁ                 | š                   |                                                                                     | ʃ                   | Zvuková ukázka      | ʃ                       | Zvuková ukázka          | ʧ                   | Zvuková ukázka      |
| šin | שׁ                 | š                   | ʦ                                                                                   | ʃ                   | Zvuková ukázka      | ʃ                       | Zvuková ukázka          | Zvuková ukázka      |                     |
| sin | שׂ                 | s                   |                                                                                     | s                   | Zvuková ukázka      | s                       | Zvuková ukázka          | ɬ                   | Zvuková ukázka      |
| tav | ת                 | t                   |                                                                                     | t                   | Zvuková ukázka      | t                       | Zvuková ukázka          | t                   | Zvuková ukázka      |
| tav | ת                 | t                   | θ                                                                                   | t                   | Zvuková ukázka      | Zvuková ukázka          |                         | t                   | Zvuková ukázka      |
| fav | 'ת                | th                  |                                                                                     | θ                   | Zvuková ukázka      | neexistovalo            | neexistovalo            | neexistovalo        | neexistovalo        |

## Výslovnost vokálů
Výslovnost vokálů (samohlásek) v moderní hebrejštině je dána vlivy, které absorbovala, mezi něž kromě antické a tiberiadské hebrejštiny patří:
- Vokály v moderní hebrejštině jsou vyslovovány podle sefardské výslovnosti, a proto není rozdíl mezi dlouhými a krátkými vokály v protikladu k tiberiadské vokalizaci. Dlouhé vokály tiberiadské vokalizace se tedy v moderní hebrejštině buď nevyskytují, nebo je setřena jejich odlišnost.
- V moderní hebrejštině, vlivem sefardské výslovnosti, má znaménko kamec dvojí různou výslovnost – v zavřené nepřízvučné slabice slouží jako označení pro o a nazývá se kamec katan (doslova „malé kamec“) nebo komec, v ostatních případech označuje a a nazývá se kamec gadol (doslova „velké kamec“). Aškenázové a jemenští Židé tuto dvojí výslovnost nerozlišují a v obou případech kamec vyslovují jako o.
- V aškenázské výslovnosti jsou běžné dvojhlásky, které v sefardské výslovnosti běžné nejsou a v moderní hebrejštině mizí. Tak například slovo מוֹסֵר moser „dárce“ je mezi Aškenázy vyslovováno מוֹיְסֵר mojser. Zbytky dvojhlásek je dnes ještě možné slyšet v některých slovech i v moderní hebrejštině, ve kterých se nachází písmeno jod.
- Přízvuk slova je určován sefardskou výslovností a ve většině případů se řídí pravidly tiberiadské vokalizace. Výjimkou jsou pak zejména slova pocházející z indoevropských jazyků. Mimo tyto výjimky se přízvuk klade na ultimu (poslední slabiku) či penultimu (předposlední slabiku).

Výslovnost vokálů v tiberiadské hebrejštině je velmi obtížné určit. Jednotlivé vokály od sebe lišily nejasně a spíše určovaly kvalitu než kvantitu (délku) vokálů. Veškeré soudy o délce vokálů v tiberiadské hebrejštině je tedy založeno spíše na hypotézách.
| Výslovnost hebrejských vokálů po najetí kurzorem na znak IPA se objeví jeho definice, po kliknutí na ikonku reproduktoru jeho zvuková ukázka |             |                     |                     |
| jméno vokálu | znak vokálu | moderní hebrejštína | moderní hebrejštína |
| ševa nach | ְ            | prázdný vokál       |                     |
| ševa na | ְ            | e nebo ə            | nebo                |
| chatef segol | ֱ            | e                   | Zvuková ukázka      |
| chatef patach | ֲ            | a                   | Zvuková ukázka      |
| chatef kamec | ֳ            | o                   | Zvuková ukázka      |
| chirek | ִ            | i                   | Zvuková ukázka      |
| chirek male | י ִ          | i                   | Zvuková ukázka      |
| cere | ֵ            | e                   | Zvuková ukázka      |
| cere male | י ֵ          | e                   | Zvuková ukázka      |
| segol | ֶ            | e                   | Zvuková ukázka      |
| patach | ַ            | a                   | Zvuková ukázka      |
| kamec | ָ            | o                   | Zvuková ukázka      |
| kamec | ָ            | a                   | Zvuková ukázka      |
| cholem | ׂ            | o                   | Zvuková ukázka      |
| cholem male | וֹ           | o                   | Zvuková ukázka      |
| kibuc | ֻ            | u                   | Zvuková ukázka      |
| šurek | וּ           | u                   | Zvuková ukázka      |